# Hamza Toum
Pour les articles homonymes, voir Hamza et Toum.
Hamza Toum , né le 15 mai 1981, est un handballeur algérien,.

## Palmarès

### Avec l'équipe d'Algérie
Championnat du monde de handball
- 19e au championnat du monde 2009 ( Croatie)